# Mistress America
Mistress America è un film del 2015 diretto da Noah Baumbach.

## Trama
Tracy, una matricola del college a New York, non sta avendo un'esperienza universitaria emozionante, né lo stile di vita metropolitano glamour che lei s'immaginava. Ma quando viene accolta a Times Square dalla sorellastra più grande, Brooke, fa amicizia con lei e viene presto sedotta dai progetti folli della ragazza.

## Riconoscimenti
- 2015 - Gotham Awards[1]
  - Candidatura per il Miglior interprete emergente a Lola Kirke